# سنط كادي
السَّنْط الكَادِيّ أو سنط كاشو أو الكاد الهندي أو الخِيرا أو السِّنِغَالِيَّة الكَادِيَّة هو نوع أشجار يتبع جنس السنغالية من الفصيلة البقولية. يستخرج من خشبها الكاد الهندي.

## معرض صور

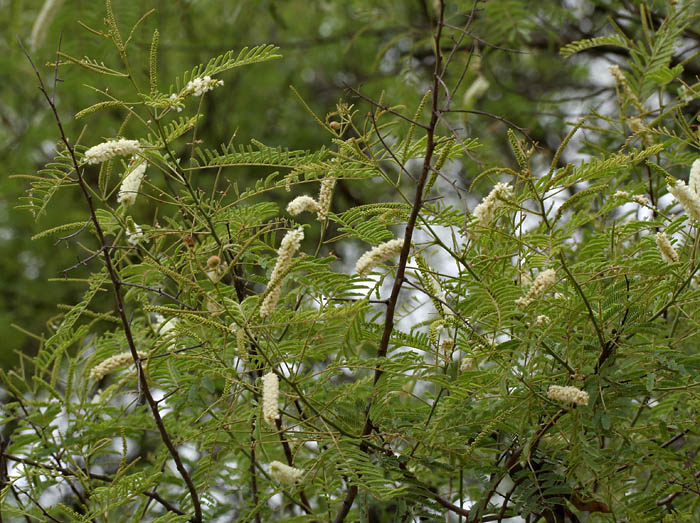
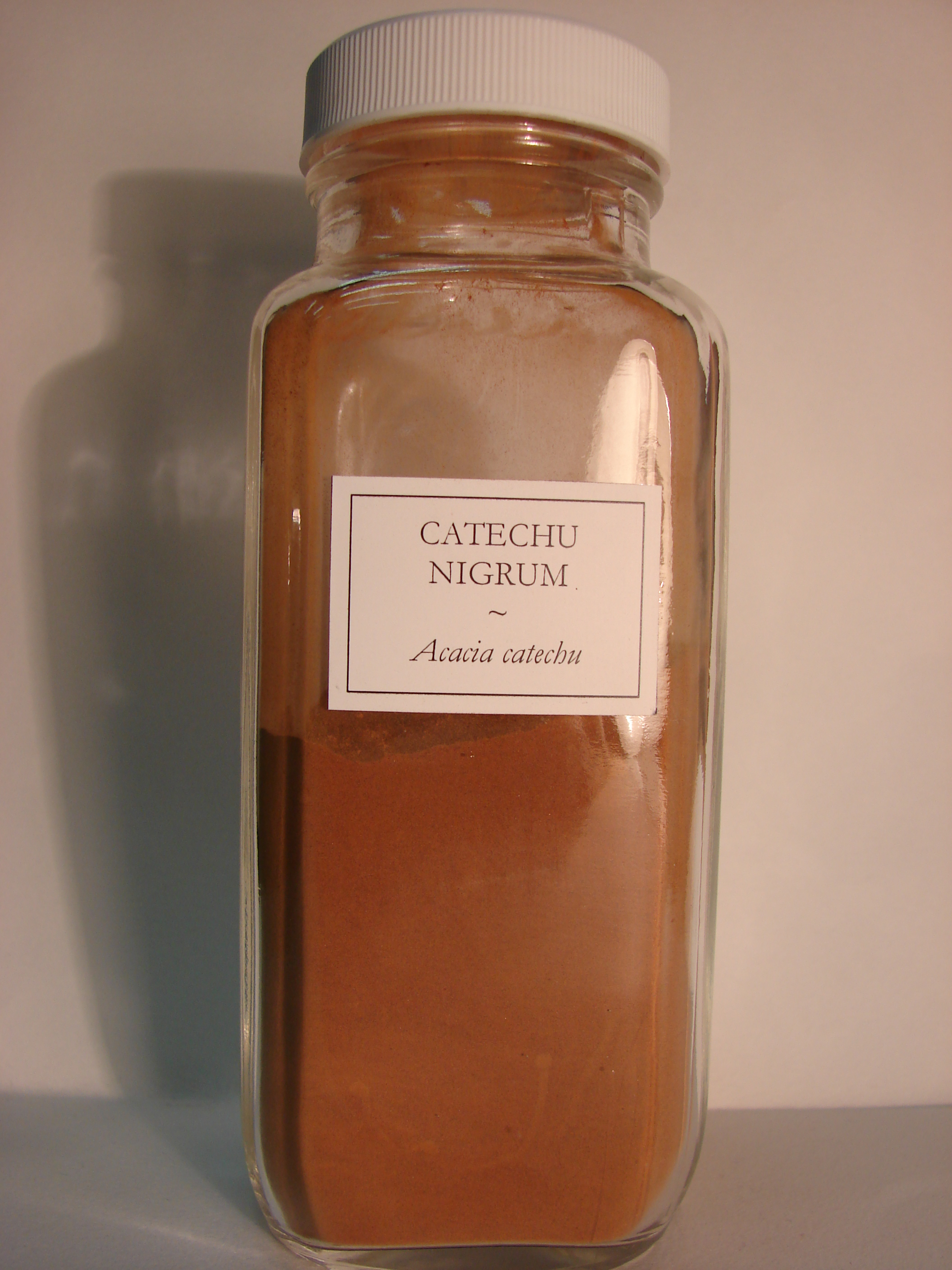
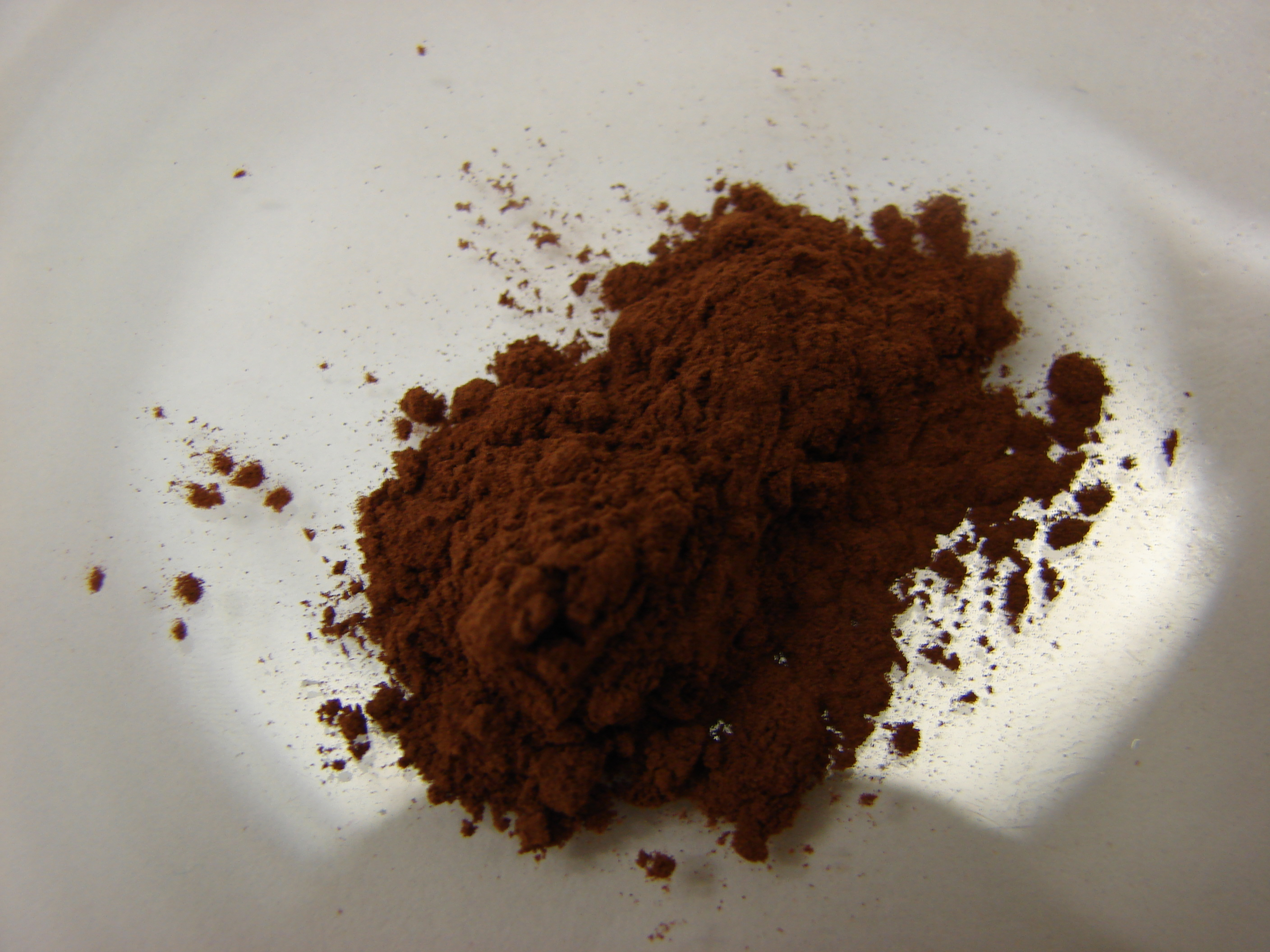